# Kim Dae-sung
Kim Dae-sung (kor. 김대성; * 5. April 1984) ist ein südkoreanischer Badmintonspieler.

## Karriere
Kim Dae-sung gewann bei der Badminton-Juniorenweltmeisterschaft 2002 Bronze im Mixed mit Yim Ah-young und Silber mit dem südkoreanischen Team. Bei den Welthochschulmeisterschaften 2004 erkämpfte er sich Bronze im Mixed mit Jun Mai-sook. Ein Jahr später belegte er Rang zwei im Herrendoppel beim Smiling Fish 2005.